# Franz Esinger
Franz Esinger byl rakouský zemědělec a politik, starosta Bavor, v letech 1867 – 1878 poslanec Moravského zemského sněmu.

## Životopis
Byl starostou Bavor, kde zároveň působil jako rolník. V moravských zemských volbách v lednu 1867 nečekaně kandidoval za Ústavní stranu místo dosavadního poslance Karla Lederera v kurii venkovských obcí v obvodu okresů Mikulov a Jaroslavice a byl zvolen poslancem Moravského zemského sněmu. Svůj mandát obhájil i v dalších čtyřech volbách (březen 1867, 1870, září 1871, prosinec 1871) a své soupeře vždy porazil dvoutřetinovou většinou. V zemských volbách 1878 jej porazil stranický kolega Josef Ristl.
Na sněmu hájil zájmy jihomoravských vinařů a sedláků. V roce 1869 s podporou poslanců Johanna Lahnera a Michaela Grüblera prosazoval nový vinohradnický řád, protože starý z dob Josefa II. již byl zastaralý. V roce 1872 žádal pro vinaře stipendia na školu v Klosterneuburgu. Zasazoval se rovněž o podporu pěstování tabáku a zkvalitnění luk okolo středního toku Dyje.